# Лукьященко, Василий Иванович
Василий Иванович Лукьященко (18 ноября 1935, Чевельча, Харьковская область — 20 января 2022) — учёный, доктор технических наук, профессор, вице-президент Российской академии космонавтики им. К. Э. Циолковского. Лауреат Государственной премии Российской Федерации в области науки и техники. Заслуженный деятель науки и техники Российской Федерации. Имеет орден «Знак Почёта» и медали. Автор более 380 научных работ. Внёс значительный вклад в разработку федеральных космических программ России на 1993—2015 годы. Область научных интересов учёного — методология контроля и обеспечения качества, надёжности и эффективности ракетно-космической техники и системного проектирования космических систем. Его труды использовались для создания и эксплуатации спутников, а также космических станций.

## Биография
Окончил Одесский электротехнический институт связи. Работал в 4-м ЦНИИ Минобороны с 1958 года. Стал кандидатом, в затем и доктором наук. В 1971 начал работать в ЦНИИ машиностроения (в должности начальника отдела). А в 1992 директор ЦНИИмаш В. Ф. Уткин назначил В. И. Лукьященко заместителем директора и начальником Центра системного проектирования ЦНИИмаш, на этом посту он проработал до 2009 года.
Представлял Россию на Международных форумах и конференциях. С 1994 по 2009 год являлся заместителем председателя Совместной российско-американской комиссии по обеспечению безопасности совместных полётов по программам «Мир-Шаттл», «Мир-НАСА» и Международной космической станции.
Под научным руководством учёного защитились более 30 кандидатов и 7 докторов наук. В. И. Лукьященко являлся соавтором книги «Надежность сложных систем», ставшей настольной для специалистов отрасли.